# 2006年飓风戈登
飓风戈登（英語：Hurricane Gordon）是继1992年以来第一个对亚速尔群岛产生影响时仍然保持着热带特征的热带气旋，也是2006年大西洋飓风季的第八个热带风暴，第三个飓风和首个大型飓风，于9月10日在大西洋热带海域形成。系统在北上的过程中逐渐成长为飓风，于9月14日在位于百慕大东南方向约925公里海域达到风速每小时195公里的最高强度。之后飓风持续了一段时间几乎没有移动，然后强度明显减弱，在飓风的最低强度标准范围徘徊一阵后加速向东行进，并重新增强。之后戈登因进入海水温度较低的海域而再度减弱，于9月20日经过亚速尔群岛。此后不久风暴转变成温带气旋，其后对西班牙、爱尔兰和英国产生了影响。
亚速尔群岛是戈登作为热带系统时期影响到的唯一陆地，不过圣玛丽亚岛上虽然遭遇了飓风强度的阵风，但整个群岛受到的影响很小。转变成温带风暴后，系统产生的影响要大得多。西班牙西北沿海遭受的阵风风速高达每小时183公里，约10万人家中停电，还有5人因风暴受伤。风暴给更北面的爱尔兰和英国带去了一股热带空气，部分地区出现了创纪录的高温。北爱尔兰有12万人家中因强风而断电，另外还有一人受伤。

## 气象历史
9月1日，一股东风波离开非洲西部海岸并迅速表现出发展迹象。系统在总体向西移动的过程中拥有一片低气压和部分对流。美国国家飓风中心于9月2日晚首度将位于佛得角西南偏西方向约1210公里的系统精确定位为一片拥有发展潜力的区域。但是，一个与正在发展的飓风佛罗伦萨相关联的上层槽及其西面整个区域风切变的增强，令之后的一星期里都不可能出现大幅度的热带气旋发展。不过到了9月5日，美国国家飓风中心又指出，风暴系统有可能在之后几天时间内组织成热带低气压，但由于过于靠近飓风佛罗伦萨，系统的强化非常缓慢。9月9日，上层槽已经远离，风切变有所减弱，对流雷暴活动有所增加。到了协调世界时当天下午约18点左右，系统在位于小安的列斯群岛东北偏东海域约870公里处发展成热带低气压。
这个热带低气压的物理规模较小，开始发展后缓慢朝西北偏西方向移动。起初由于风切变有可能再次增强，美国国家飓风中心很难对系统的发展和前进方向进行预测。低气压逐渐组织并增强，9月11日晚，美国国家飓风中心根据飓风猎人侦察机的观察报告评估系统已经增强为热带风暴，于是将其命名为戈登（Gordon）。成为热带风暴的系统已经发展出更充实的外流，带状特征也不断增多。9月12日，风暴行进速度减缓并转向北上通过由飓风佛罗伦萨造成的一处副热带高压脊疲弱区域。风切变进一步减少，风暴的对流变得更加对称，其中心间歇性地出现眼状特征。9月13日，美国国家飓风中心根据风眼的出现和卫星图像的强度估计推测，戈登已在这天清晨达到飓风强度。
成为飓风后，戈登经历了快速增强，风眼变得更加明显，风暴也更强烈。在24小时内，风力时速就提高了72公里之多，于9月14日早上在位于百慕大东南方向约925公里海域达到风速每小时195公里的最高强度，这已经达到大型飓风的标准，在萨菲尔-辛普森飓风等级中位于第三级，是2006年大西洋飓风季的第一个大型飓风。接下来的约24小时里，戈登保持着最高强度并婉蜒向东北方向行进，这一过程中风眼的尺寸缩小，风眼墙的对流有所减弱。之后风暴由于进入一片水温较低的海域而开始减弱。9月15日，之前曾对系统产生影响的低压槽进一步进离，令系统北面开始形成高压脊，导致戈登几乎停止前进。风切变的增强使飓风强度进一步减弱，并且风暴的缓慢移动速度也导致了上升流的产生，温度较低的海水开始浮上海面。到了9月17日，飓风东面开始有高压脊形成，戈登因此开始稳步向东北方向前进，这个时候风暴中的对流已显著减少，风速降低到飓风的最低标准。美国国家飓风中心的一份预测认为系统将于48小时内转变成温带气旋。

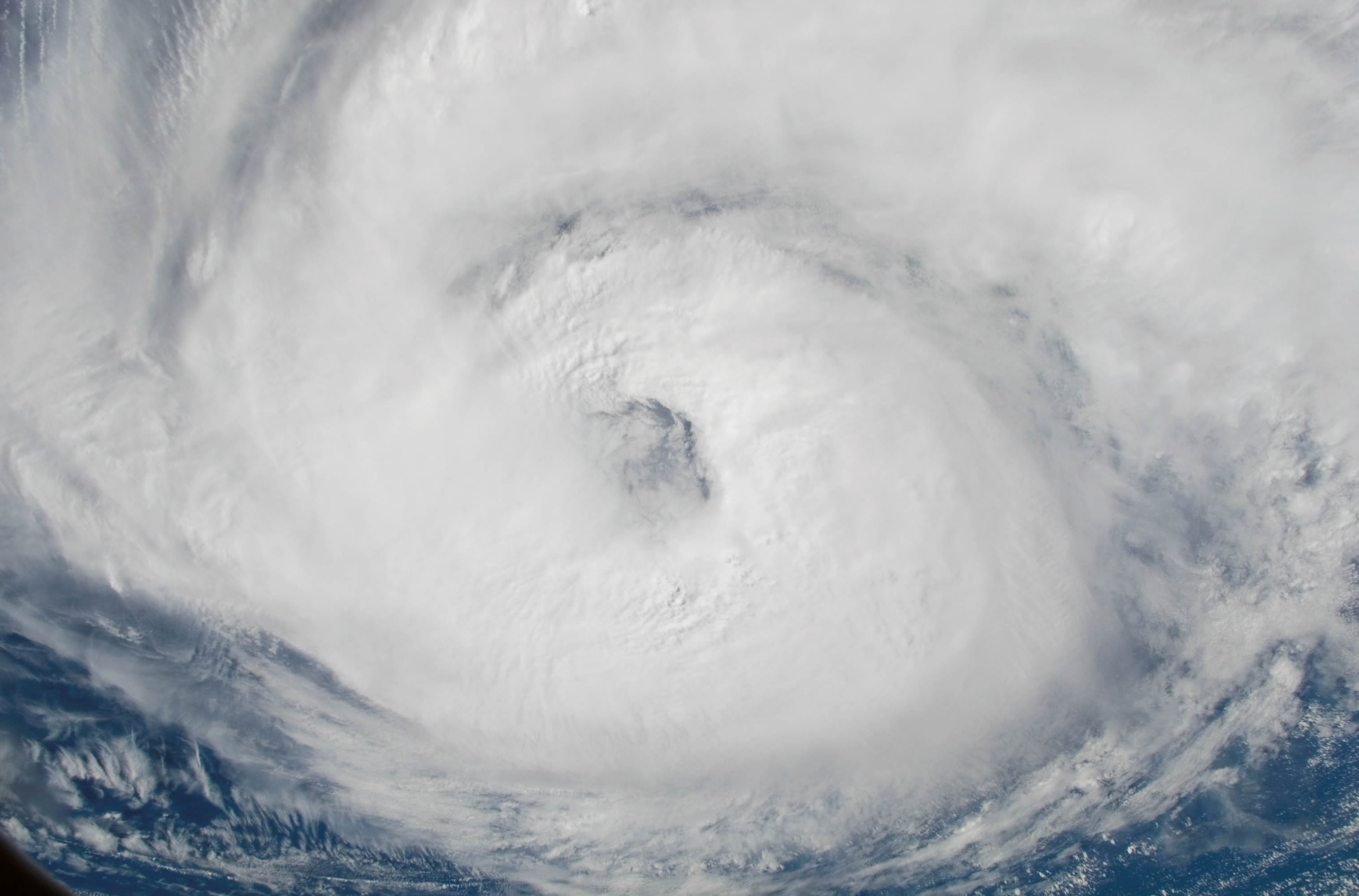
9月17日从亞特蘭提斯號太空梭（STS-115）上观察飓风戈登

9月18日，飓风戈登开始围绕正在增强的高压脊加速朝东北方向前进，之后又在一个低压槽的影响下转向正东。风切变有所减弱，因此风眼附近开始再次发展出对流。虽然进入的海域水温略有降低，但由于更低的上层温度影响，风暴开始再次增强。虽然气象预报仍表明系统将会减弱，但戈登仍然对葡萄牙在东北大西洋上的亚速尔群岛构成了威胁，这也是继1992年的飓风查理以来第一个对该群岛构成威胁的热带系统。到了9月19日早上6点，飓风在亚速尔群岛西南偏西方向约775公里海域达到其第二波最高强度，风速为每小时169公里。这个时候气旋的风眼逐渐收缩，周围由坚实的环状对流组成。之后不久由于进入的海域海水温度更低，并且风切变逐渐加强，戈登也开始持续减弱。风暴的运动方向为正东偏南，导致最强烈的风力仍然保持在群岛南部。9月20日上午9点左右，飓风从圣玛丽亚岛和聖米格爾島之间穿过，给圣玛丽亚岛上带去了飓风强度的狂风。当时风暴的持续风速约为每小时121公里，不过仍然位于群岛以南的海域上空。云层格局已经变得更加粗糙，不再那么井井有条。

9月18日的这张卫星照片上可以同时看到飓风戈登（上方）和飓风海伦

穿过亚速尔群岛后，戈登开始与一个逐渐逼近的冷锋相互影响。9月21日清晨，系统转变为温带风暴，同时强度也已低于飓风标准，所处位置在葡萄牙西海岸西北偏西方向海域约443公里外。气旋接下来向东北方向急转，经过西班牙的加利西亚省西北方向约160公里后又转向北上，这一过程中一直保持着温带风暴的特征和强度。其前进速度在另一个温带风暴的影响下提高到每小时约97公里，并且仍然保持着时速105公里的持续风速。延爱尔兰西海岸行进后，系统残余转向西北并增强到飓风强度风速，然后转向西南，之后又变成东南，完成了一个大型环状路径后于9月24日在爱尔兰以南海域消散。

## 防灾措施和影响
9月18日晚，当戈登开始向东北方向加速前进时，整个亚速尔群岛都收到了热带风暴观察预警。起初的预测认为飓风在对群岛产生影响前就会减弱到热带风暴强度，但由于之后的情况显示系统将继续强化，原本的热带风暴观察预警被飓风警告代替，这时距之后最强的风力影响群岛还有27小时。风暴迫使区域内的所有学校关闭，同时官方也增加了待命应急工作人员的数量。最西面的两个岛屿，科尔武岛（Corvo）和弗洛雷斯島进入红色警戒状态，这也是四个警戒级别中的最高级，代表了最具威胁的恶劣天气。群岛其他地区也进入了最低级警戒状态。最终飓风经过的位置远比之前的预计更为偏南，因此没有对亚速尔群岛造成沉重打击。风暴的总体影响仅限于树木和电线杆倒塌，导致亚玛丽亚岛部分地区停电，该岛上记录到的持续风速为每小时90公里，阵风风速则达到每小时132公里。

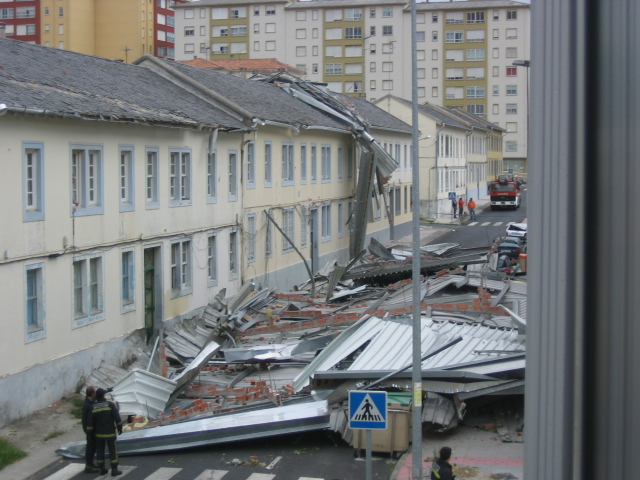
飓风戈登的残余对西班牙费罗尔造成的风力破坏

葡萄牙的沿海地区进入黄色警戒，这是第二低的警戒级别，预计戈登的温带风暴残余将给该地区带去大浪和暴雨。西班牙的加利西亚地区进入红色警戒状态，教育部门要求该地区的学校在9月21日停课。西班牙的另外11个地区进入了较低级别的警戒状态，其范围向东一直延伸至马德里，向南则到达安達魯西亞。沿海地区还有多架航班因风暴的威胁而延迟或取消。戈登的残留经过西班牙西北部时产生了强烈的阵风，该国西北海岸加里西亚省的一处海湾阵风风速达每小时183公里，附近的拉科魯尼亞记录的持续风速为每小时69公里。首都马德里附近一个监测站报告的风速为每小时107公里。海洋沿岸出现了高达7米的巨浪，雨带也产生了强降雨，坎夫兰克的降雨量共计65.5毫米。该国有四人因狂风吹散的碎屑而受伤，还有一棵树被吹倒时砸到一辆车，导致又一人受伤。狂风吹倒了树木、交通信号灯和供电线路，导致约10万人家中停电。整个加里西亚省受到的经济损失达到380万美元（2006年美元）。
风暴对在爱尔兰基尔代尔郡斯特拉凡（Straffan）K俱乐部举行的2006年萊德盃构成了威胁，9月25日的活动因此搁置，俱乐部的新闻中心进行了短暂的疏散，参加活动的一位女性被风暴折断的一棵树枝打中而受伤。戈登的残留导致的狂风暴雨致使爱尔兰东部和南部至少有5000人家中停电。一家供电公司安排了超过400名工人值班以恢复受影响地区的供电。这些停电是由强风吹倒树木而导致的，北爱尔兰共有12.6万人受到停电影响。
戈登的残余还给英国带去了强风，锡利群岛西南海岸阵风风速为每小时97公里，内陆则达到每小时130公里。暴雨和雷阵雨导致局部地区发生洪灾。林肯郡的韦恩弗利特（Wainfleet）记录到42.2毫米降雨，其中近一半是在一小时以内降下的。大风还令铁路服务延误，德文郡小镇道利什（Dawlish）的铁轨因沿海洪灾而受损。康沃爾郡特魯羅有超过1000户家庭断电。此外风暴带着潮湿的空气北上，还给英国多个地区带去了创记录的高温天气。